# Cheiramiona
Cheiramiona là một chi nhện trong họ Miturgidae.